# Алюторська мова
Алюторська мова— одна з мов чукотсько-коряцької гілки чукотсько-камчатської сім'ї.

## Соціолінгвістична ситуація
Алюторці — корінні мешканці північної частини Камчатки. Алюторська мова є неписемною та зникаючою мовою Росії. В 70-ті роки XX століття мешканці камчатського поселення Вивенка молодше 25 років не знали рідної мови. Останнім часом в школі поселення Вивенка ведеться викладання алюторської мови.
Алюторською за даними перепису 2010 володіють 25 осіб в Росії, в тому числі 2 людини— 2 коряка — в колишньому Коряцькому автономному окрузі Камчатського краю.
В газеті «Абориген Камчатки» регулярно публікуються матеріали алюторською мовою.

## Писемність
Офіційно писемність для алюторської мови не створювалася. Газета «Абориген Камчатки», яка публікує матеріали алюторською, використовує наступний алфавіт:
А а, Б б, В в, В’ в’, Г г, Г’ г’, Ғ ғ, Д д, Е е, Ә ә, Ё ё, Ж ж, З з, И и, Й й, К к, Ӄ ӄ, Л л, М м, Н н, Ӈ ӈ, О о, П п, Р р, С с, Т т, У у, Ф ф, Х х, Ц ц, Ч ч, Ш ш, Щ щ, Ъ ъ, Ы ы, Ь ь, Э э, Ю ю, Я я.